# Šta bi dao da si na mom mjestu
Šta bi dao da si na mom mjestu drugi je studijski album sarajevskog rock sastava Bijelo dugme, koji izlazi u studenom 1975.g. Materijal odlaze snimati u londonski studio "Oxford Circus" Georgea Martina, dok su skladbe pisali i pripremali u Boriku, malom mjestu kraj Rogatice u istočnoj Bosni. U London ih je odveo i nadgledao glazbeni urednik diskografske kuće "Jugotona" Veljko Despot. Tekst za naslovnu skladbu piše Duško Trifunović, a autor ostalog materijala bio je Goran Bregović. Zoran Redžić je uoči snimanja teško povrijedio prst lijeve ruke, pa je bas-gitaru svirao Željko Bebek.
Album donosi nekoliko velikih hitova poput, "Došao sam da ti kažem da odlazim", "Ne gledaj me tako i ne ljubi me više", naslovna skladba "Šta bi dao da si na mom mjestu" i zasigurno najveći među njima "Tako ti je, mala moja, kad ljubi Bosanac". Tiraža albuma prelazi 200 000 primjeraka i "Jugoton" je prisiljen izmislit dijamantu ploču, jer su prvi dostigli tako visoke tiraže. Producent je Neil Harrison (inače tada producent sastava "Cockney Rebel"), a objavljuje ga izdavačka kuća "Jugoton".

## Popis pjesama

### A-strana
1. "Tako ti je mala moja kad ljubi Bosanac"
2. "Hop-cup"
3. "Došao sam da ti kažem da odlazim"
4. "Ne gledaj me tako i ne ljubi me više"

### B-strana
1. "Požurite konji moji"
2. "Bekrija si cijelo selo viče, e pa jesam, šta se koga tiče"
3. "Šta bi dao da si na mom mjestu" - (stihovi: Duško Trifunović)

## Izvođači
- Željko Bebek – vokal, bas-gitara
- Zoran Redžić – bas-gitara (nije svirao na ovom albumu zbog ozljede, ali je svejedno kreditiran na albumu)
- Ipe Ivandić – bubnjevi, timpani, gong
- Vlado Pravdić – orgulje (Hammond), sintisajzer (Mini Moog), Rhodes piano, klavir (Steinway)
- Goran Bregović – električna gitara, akustična gitara, gitara (Slajd)
- Ljubiša Racić – bas-gitara

### Produkcija
- Producent – Neil Harrison
- Dizajn – Dragan S. Stefanović
- Projekcija – Peter Henderson
- Tekst, glazba, aranžman – Goran Bregović (skladbe: A1 i B2)
- Mastering – Chris "Bomber" Blair

## Vanjske poveznice
- discogs.com - Bijelo Dugme - Šta Bi Dao Da Si Na Mom Mjestu